# Alina Lohvynenko
Alina Lohvynenko, född den 18 juli 1990 i Artemivsk, Ukrainska SSR, Sovjetunionen, är en ukrainsk friidrottare som tävlar i kortdistanslöpning. 